# Windows Logo Kit
De Windows Logo Kit (WLK) is een framework dat is uitgegeven door Microsoft voor het certificeren van drivers voor Windows 7.
Het zorgt ervoor dat drivers optimaal samenwerken met het besturingssysteem Windows. Hardwarefabrikanten hebben WLK nodig om te kunnen aangeven dat hun driver goed samenwerkt met de hardware en software. Als de driver goed is bevonden mag op het product het logo "Designed for Windows" aangebracht worden.

## Geschiedenis van de Windows Logo Kit
In de tijd van Windows 2000, Windows XP en Windows Server 2003 was er een applicatie genaamd Hardware Compatibility Test (HCT) om de drivers te certificeren. Toen Windows Vista uit werd gebracht werd deze vervangen door de Driver Test Manager (DTM). In die tijd maakte DTM deel uit van de Windows Driver Kit (WDK). Later werd DTM een apart onderdeel en kreeg het de naam Windows Logo Kit.